# الصومالو (عملة)

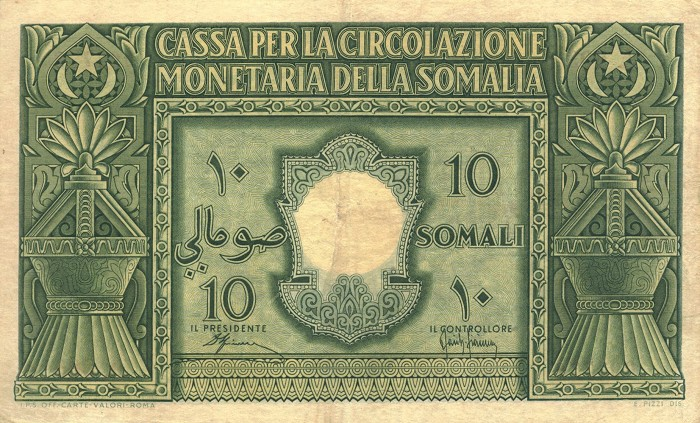
ورقة نقدية بقيمة 10 "صومالية" من عام 1950

الصومالو (الجمع: صومالي) كانت العملة المستخدمة في إقليم أرض الصومال الذي كانت تديره إيطاليا بين عامي 1950 و1960. وظل استخدام العملة الصومالية رسميًا في جمهورية الصومال التي تأسست حديثًا حتى عام 1962. قُسمت إلى 100 سنتيسيمي (المفرد: سنتيسيمو).

## التاريخ
في 27 يناير/كانون الثاني 1950 مُنحت إيطاليا الإدارة المالية للإقليم (الصومال الإيطالي سابقًا). فمنذ عام 1948 كانت إيطاليا تدرس خيارات العملات في الصومال وذلك تحسبًا لعودة الإقليم إلى سيطرتها. وبعد رفض فكرة إعادة طرح الليرة الإيطالية -أو عملة مرتبطة بها- تقرر طرح عملة جديدة. سُمّيت العملة الجديدة "الصومالو" وأُقرّت بموجب مرسوم إدارة الوصاية رقم 14 الصادر في 16 مايو/أيار 1950. كما قُدّرت قيمة الصومالو بـ 0.124414 غرام من الذهب الخالص، وكانت تساوي -إلى حد كبير- قيمة شلن شرق أفريقيا. وبجعل الصومالو معادلاً لشلن شرق أفريقيا كان من المتوقع أن يكون الانتقال إلى العملة الجديدة سلساً قدر الإمكان. وعند اعتماد قيمة شلن شرق أفريقيا تقرر أيضاً استخدام نفس الفئات التي صدرت بها شلنات شرق أفريقيا -مع العلم أن جميع الفئات التي أصدرها مجلس عملة شرق أفريقيا لم تُعتمد للعملة الجديدة-. أُعدّت أوراق نقدية من فئات 1 و5 و10 و20 و100 صومالي (كلمة "صومالي" جمع "صومالو"). أما العملات المعدنية فقد أُعدّت من فئات 1 صومالي و50 و10 و5 و1 "سنتسيم". وقد وُضّحت تصاميم الأوراق النقدية والعملات المعدنية بالتفصيل في المرسومين رقم 15 الصادر في 18 مايو/أيار 1950 ورقم 44 الصادر في 22 يوليو/تموز 1950. بيتر سايمز.

تمت الموافقة على "صومالو" بموجب مرسوم إدارة الوصاية رقم 14 المؤرخ 16 مايو 1950. وكان من المقرر أن يستمر تبادل العملات من 16 مايو/أيار إلى 22 يوليو/تموز، ولكن قاموا بتمديده في نهاية المطاف حتى 22 أغسطس/آب. ثم حلت العملة الصومالية محل الشلن الشرق أفريقي بنفس القدر من القيمة وظلت مساوية لها.وقد حلت محل كمية صغيرة من الليرة الإيطالية المتداولة بسعر 1 صومالي= 87.49 ليرة إيطالية. وقد أعطيت له تعادل صندوق النقد الدولي بقيمة 124.414 ملغ من الذهب الخالص -أي ما يعادل شلن واحد جنيه إسترليني-. دولياً أصبحت هذه العملة معروفة باسم الشلن الصومالي عندما نالت الصومال استقلالها في 1 يوليو 1960.
استبدل الصومالو/الشلن على قدم المساواة في 15 ديسمبر 1962 (جنبًا إلى جنب مع الشلن في شرق إفريقيا المتداول في أرض الصومال البريطانية ) بالشلن (الشلن الصومالي).
بعد الاستقلال في عام 1960 قاموا باستبدال العملة الصومالية في أرض الصومال الإيطالية والشلن في شرق أفريقيا (والتي كانت متساوية في القيمة) بالشلن الصومالي في عام 1962. الأسماء المستخدمة للطوائف كانت السنت (المفرد: سنتيسيمو؛ الجمع: سنتيسيمي) وسنت (الجمع: سنتيمات وسنتيما) مع الشلن (المفرد: سيلينو؛ الجمع: سيليني) وشلن.

## العملات المعدنية
في عام 1950 قُدمت العملات المعدنية من فئات 1 و5 و10 و50 سنتيمي و1 صومالو. وسكت العملات الثلاث ذات الفئات الأدنى من النحاس، بينما سكت العملات الاثنتين الأعلى من الفضة.

## الأوراق النقدية
بدأت مؤسسة التداول النقدي الصومالية -التي يقع مقرها الرئيسي في روما- عملياتها في 18 أبريل 1950، وكانت مخولة بإصدار 55 مليون شلن من النقود الورقية. كما أصدرت أوراقًا نقدية من فئات 1 و5 و10 و20 و100 صومالي في 22 مايو 1950. وقاموا بكتابة الأوراق النقدية باللغتين الإيطالية والعربية.
طرحت نسخة أصغر من الورقة النقدية بقيمة 5 صوماليات للتداول في مايو 1951. كما سحبت هذه الأوراق النقدية اعتبارًا من 15 ديسمبر 1962 وتوقفت عن كونها عملة قانونية في 31 ديسمبر 1963.

## الملاحظات
1. ↑  Somalo coins (in Italian)
2. ↑  Somalia currency نسخة محفوظة 2025-04-26 على موقع واي باك مشين.
3. ↑  History of the "Somalo" نسخة محفوظة 2025-03-16 على موقع واي باك مشين.
4. ↑  Somalo banknotes (in Italian)

## الفهرس
- Krause, Chester L.؛ Clifford Mishler (1991). الفهرس القياسي لعملات العالم: 1801–1991 (ط. 18th). Krause Publications. ISBN:0873411501.
- Pick, Albert (1994). الفهرس القياسي لعملات العالم الورقية  [لغات أخرى]‏: General Issues. Colin R. Bruce II and Neil Shafer (editors) (ط. 7th). Krause Publications. ISBN:0-87341-207-9.

## روابط خارجية
- العملات الصومالية من عام 1895 إلى عام 1962 (باللغة الإيطالية)

| خلفه: شلن صومالي السبب: الاستقلال النسبة: متساوية ملاحظة: أصبح الشلن وحدة الحساب بعد الاستقلال بفترة وجيزة عام ١٩٦٠ | عملة إقليم أرض الصومال المشمول بالوصاية 1950 – 1962 | سبقه: شلن شرق أفريقيا النسبة: بالقيمة الاسمية |